# Nick Swardson
Nick Swardson est un acteur, scénariste et producteur de cinéma américain né le 9 octobre 1976 à Minneapolis.

## Filmographie

### Cinéma
- 2001 : Presque célèbre, de (Cameron Crew) : le fan de David Bowie
- 2001 : The girls guitar club, de Ruben Fleischer : le client hippie
- 2002 : Le Rappeur de Malibu (Malibu's Most Wanted), de John Whitesell : Mocha (acteur, scénariste)
- 2006 : La Revanche des losers (The Benchwarmers), de Dennis Dugan : Howie Goodman (acteur, scénariste)
- 2006 : Art School Confidential, de Terry Zwigoff : Matthew
- 2006 : Click : télécommandez votre vie (Click), de Frank Coraci : BBB guy
- 2006 : Le Garçon à mamie (Grandma's Boy), de Nicholaus Goossen : Jeff (acteur, scénariste, producteur)
- 2007 : Alerte à Miami : Reno 911 !, de Ben Garant : Terry
- 2007 : Quand Chuck rencontre Larry (I Now Pronounce You Chuck and Larry), de Dennis Dugan : Kevin McDonough
- 2007 : Les Rois du patin (Blades of Glory), de Josh Gordon et Will Speck : Hector
- 2008 : Rien que pour vos cheveux (You Don't Mess with the Zohan), de Dennis Dugan : Michael
- 2008 : Volt, star malgré lui (Bolt), de Chris Williams et Byron Howard : Blake (voix)
- 2010 : Born to Be a Star, de Tom Brady : Bucky Larson
- 2011 : Le Mytho (Just Go with It), de Dennis Dugan : Eddie
- 2011 : 30 Minutes Maximum (30 Minutes or Less), de Ruben Fleischer : Travis
- 2011 : Jack et Julie (Jack and Jill), de Dennis Dugan : Todd
- 2012 : Crazy Dad (That's My Boy), de Sean Anders : Kenny
- 2013 : Copains pour toujours 2 (Grown Ups 2)' de Dennis Dugan : le frère de Rob
- 2013 : Ghost Bastards (Putain de fantôme) (A Haunted House) de Michael Tiddes : Chip
- 2014 : Back in the Day : Ron Freeman
- 2016 : The Do-Over de Steven Brill : Bob
- 2017 : Sandy Wexler de Steven Brill : Gary Rodgers
- 2020 : the wrong missy de Tyler Spindel : Nate
- 2025 : Happy Gilmore 2 de Kyle Newacheck

### Série
- 2001 : Ellie dans tous ses états : rôle dans l'épisode 5 de la saison 1
- 2003-2004-2005 : Reno 911, n'appelez pas !, de Ben Garant, Kerri Kenney, Thomas Lennon : saison 1 épisode 11, saison 2 épisodes 7, 9, 13, 16, saison 3 épisode 9 : Terry